# Central Hidroelèctrica de Montagut
La Central Hidroelèctrica de Montagut és una obra del municipi de Ribes de Freser (Ripollès) inclosa en l'Inventari del Patrimoni Arquitectònic de Catalunya. La central utilitza les aigües del Freser.

## Descripció
És un edifici eclecticisme neogòtic, presenta com un contenidor neutre on en el seu interior es desenvolupa la central i els habitatges dels encarregats del manteniment d'aquesta. L'edifici consta d'una planta baixa industrial i de dos pisos destinats a habitatge amb una torratxa lateral que conté els accessos.